# Vriesea guttata
Vriesea guttata là một loài thuộc chi Vriesea. Đây là loài đặc hữu của Brasil.

## Giống
- Vriesea 'Cherry Bow'
- Vriesea 'Cupid's Bow'
- Vriesea 'Donneaina'
- Vriesea 'Golden Plaits'
- Vriesea 'Inspektor Perring'
- Vriesea 'Karamea Granada'
- Vriesea 'Lav (Lavender)'
- Vriesea 'Petersiana'
- Vriesea 'Regent'
- Vriesea 'Sanderiana'
- Vriesea 'Wingding'